# Désiré Georges Jean Marie Bois
Désiré Georges Jean Marie Bois (Granville, 9 ottobre 1856 – Saint-Mandé, 2 febbraio 1946) è stato un botanico e agronomo francese.

## Biografia
Dal 1920 al 1932 fu presidente di orticoltura presso il Muséum national d'histoire naturelle. Fu responsabile di numerose escursioni scientifiche, tra cui in Alta Savoia (1922) in Belgio e Paesi Bassi (1932). Inoltre insegnò presso l'École Nationale de la France d'Outre-Mer.
Fu membro di numerose società scientifiche, tra cui l'Accademia delle scienze di Torino (socio dal 25 giugno 1922) e l'Académie des sciences coloniales (dal 1925). Nel 1920 fu nominato presidente della Société botanique de France, riconfermato per un secondo mandato nel 1931.

## Opere principali
- Dictionnaire d'horticulture, 1893-1899.
- L'approvisionnement des halles centrales de Paris en 1899, les fruits et les légumes, 1900 (con Georges Gibault 1856-1941).
- Titres et travaux scientifiques de M. D. Bois, 1906.
- Le petit jardin. Manuel pratique d'horticulture, 1919.[3]
- Les plantes alimentaires chez tous les peuples et à travers les âges : histoire, utilisation, culture, 1927.[4]